# Cubilar
El Cubilar és un riu d'Extremadura, tributari del Gargáligas, a la conca hidrogràfica del Guadiana. Neix al sud de la localitat de Cañamero, al sud-est de la província de Càceres. El seu curs decorre proper al del riu Ruecas, situat a la seva dreta, motiu pel qual els seus principals tributaris hi aflueixen pel marge esquerre. Entre aquests destaquen el barranc de Valdepuerca, el rierol de Piedrabuena, el rierol Romero i el del Pescado. El cabal d'aquest riu pateix un fort estiatge durant l'estiu.
El riu Cubilar travessa la Zona d'especial protecció per a les aus Vegas del Ruecas, Cubilar y Moheda Alta, pertanyent a la xarxa Natura 2000 i situada a cavall dels termes municipals de Logrosán i Navalvillar de Pela.
Al seu pas pel terme municipal de Logrosán existeix una presa, coneguda com a presa de Cubilar. S'uneix al riu Gargáligas prop de Navalvillar de Pela.